# Natacha Amal

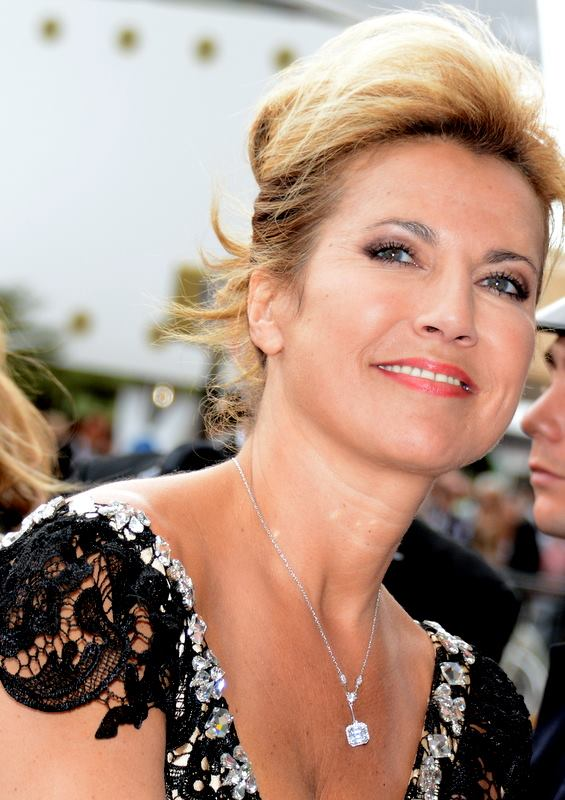
Natacha Amal 2014

Natacha Amal (* 4. September 1968 in Brüssel) ist eine belgische Schauspielerin. 

## Leben
Amals Vater ist Marokkaner, ihre Mutter ist Russin. Sie war zwischen 1997 und 2007 mit Claude Rappe verheiratet. Nachdem sie 1988 das  Conservatoire Royal de Bruxelles absolviert und einen Preis für die beste Interpretation erhalten hatte, spielte sie klassische Theaterhauptrollen in Stücken von Shakespeare bis Moliere unter namhaften Regisseuren wie Gérard Lauzier, Jean-Luc Moreau oder Robert Hossein.
Ab 1989 war Amal auch in Film und Fernsehen zu sehen, wie in Tonie Marshalls Pentimento. Anfang 1990 sah man sie in Nebenrollen von französischen und belgischen TV-Krimiserien wie Navarro (1991), Commissaire Moulin, Julie Lescaut oder Nestor Burma (1992). Die Titelrolle spielte sie in der Serie Femmes de loi von 2000 bis 2009.

## Filmografie (Auswahl)
- 1989: Pentimento
- 1991: Gemischtes Doppel (Les clés du paradis)
- 1991: Kommissar Navarro (Navarro, TV-Serie, 1 Folge)
- 1993: Le nombril du monde
- 1993–2006: Kommissar Moulin (TV-Serie, 22 Folgen)
- 1995: Julie Lescaut (TV-Serie, 1 Folge)
- 1997: Une femme très très très amoureuse
- 1998: Le bal masqué
- 1999: 8 ½ Women
- 1999: Voyous voyelles
- 2000: Flucht durch Nizza (Une femme piégée)
- 2000–2009: Femmes de loi (TV-Serie, 44 Folgen)
- 2000: Le prof
- 2002: Napoleon (Napoléon) (TV-Mehrteiler)
- 2003: Le bleu de l’océan (TV-Mehrteiler)
- 2004: Ariane Ferry (TV-Serie, eine Folge)
- 2005: Le juge (TV-Mehrteiler)
- 2005: Mes deux maris (TV)
- 2005: Un beau salaud (TV)
- 2006: Premier suspect (TV)
- 2009: Panique au ministère (TV)
- 2010: Un bébé pour mes 40 ans (TV)
- 2013: Nos chers voisins (TV-Serie, eine Folge)